# 浅草映画研究会
浅草映画研究会（あさくさえいがけんきゅうかい）は、洋画★シネフィル・イマジカで放送されていた映画情報番組。出演は浅草キッド・中条省平。詳細は本文にて。
スカパー!、スカパー!e2、ケーブルテレビ等で視聴可能。

## 番組概要
2008年10月より洋画★シネフィル・イマジカで放送されていた、映画専門チャンネル内の番組宣伝型映画情報番組。
洋画★シネフィル・イマジカ内で放送される新旧のクラシック作品を、漫才師の浅草キッド（水道橋博士・玉袋筋太郎）の2人と学習院大学教授 中条省平の3人が研究発表形式でそれぞれの見解を語る。名匠や名作を独自の視点で斬る超アカデミックな話題から下ネタまで、ふり幅の広いクロストークが番組の大きな特徴となっている。
とりわけ3人の研究発表のトリを務める、玉袋のスクープコーナーは毎度笑いを誘い、目が離せない。（ちなみに、玉袋がクロッキー帳に直筆で書いたネタを次々とめくるという手作り感溢れるつくりとなっている）
また注目の新作映画を紹介するコーナー、プレゼントコーナーもある。
基本的にレギュラー出演者3人のトークで構成されるが、時折扱うテーマによってかゲストが登場することもある。
第3回目の昨年12月、キューブリック特集を紹介時は俳優の森本レオ（業界きっての『2001年宇宙の旅』通とのこと）が4人目の映画研究会員として参加した。

## 放送時間
毎月第一土曜 朝9：30更新、同月中リピートあり

## 番組構成
「オレ流！」
25分番組のうち、メインとなる「オレ流！」のコーナーで、毎月チャンネルがおすすめする作品を1～数本ピックアップしトーク。
20分程度には収まらない内容が実際にはかなり収録されているのではないだろうか？
「浅チェック」
このコーナーでは、出演者が手元にその月のラインナップを持ち、
各自の観たい作品や既に観ていてオススメの作品について軽めの雑談話を展開しつつ紹介。
映画体験は人それぞれであり、観た時のエピソードなど飛び出て面白い。
「新作発見」注目の近日劇場公開作を紹介。番組の最後にはプレゼントコーナーもある。

## 出演
レギュラー出演者
：浅草キッド（水道橋博士、玉袋筋太郎）、中条省平（学習院大学教授）
過去のゲスト
：フランク・リースナー（東ドイツ出身 日独協会ドイツ語講座講師）、森本レオ（俳優）
ナレーター
：MAYU（所属 シグマ・セブン）

## 過去のトークテーマ
- 2008年10月 マーティン・スコセッシ監督『アビエイター』、『善き人のためのソナタ』
- 11月 クリント・イーストウッド監督特集『ミリオンダラー・ベイビー』『ペイルライダー』『センチメンタル・アドベンチャー』
- 12月 スタンリー・キューブリック監督特集『2001年宇宙の旅』『時計じかけのオレンジ』『博士の異常な愛情』『シャイニング』
- 2009年 1月 ポール・ハギス監督『クラッシュ』
- 2月 アレハンドロ・ゴンサレス・イニャリトゥ『バベル』
- 3月 ロベール・ブレッソン特集『ラルジャン』『バルタザールどこへ行く』『少女ムシェット』『スリ』
- 4月 アルフレッド・ヒッチコック監督『めまい』
- 5月 クエンティン・タランティーノ監督『パルプ・フィクション』
- 6月 ロマン・ポランスキー監督特集『水の中のナイフ』『反撥』『袋小路』『吸血鬼』
- 7月 ロブ・ライナー監督『スタンド・バイ・ミー』
- 8月 ハマー・ホラー特集『フランケンシュタインの逆襲』『吸血鬼ドラキュラ』
- 9月 ルイス・ブニュエル監督特集『哀しみのトリスターナ』『欲望のあいまいな対象』『ブルジョワジーの密かな愉しみ』
- 10月 アン・リー監督特集『グリーン・デスティニー』『ブロークバック・マウンテン』『ラスト・コーション』
- 11月 チャウ・シンチー監督『少林サッカー』
- 12月 ジョン・スタージェス監督『大脱走』
- 2010年1月 レイ・ハリーハウゼン監督『月世界探検』『アルゴ探検隊の大冒険』『ＳＦ巨大生物の島』
- 2月 スティーヴン・スピルバーグ監督『シンドラーのリスト』
- 3月 総集編
- 4月 ティム・バートン監督『ビッグ・フィシュ』
- 5月 フェデリコ・フェリーニ監督『道』
- 6月 クリント・イーストウッド監督特集『奴らを高く吊るせ』『白い肌の異常な夜』『サンダーボルト』
- 7月 リドリー・スコット監督『ブレードランナー』
- 8月 ピーター・ジャクソン監督『ロード・オブ・ザ・リング』三部作
- 9月 特別編 中条先生のトップ１０
- 10月 フランシス・フォード・コッポラ監督『地獄の黙示録　特別完全版』
- 11月 スティーヴン・スピルバーグ監督『激突！』『続・激突！／カージャック』
- 12月 ジャン＝リュック・ゴダール監督『気狂いピエロ』『女は女である』『アルファヴィル』
- 2011年 1月 デヴィッド・リンチ監督『マルホランド・ドライブ』
- 2月 ベネット・ミラー監督『カポーティ』
- 3月 特別編 中条先生のオススメ作品
- 4月 ジャン＝ピエール・メルヴィル監督『仁義』
- 5月 ガス・ヴァン・サント監督『ミルク』
- 6月 サム・ペキンパー監督『ワイルドバンチ　オリジナル・ディレクターズ・カット』